# Pont à tablier en dalle orthotrope

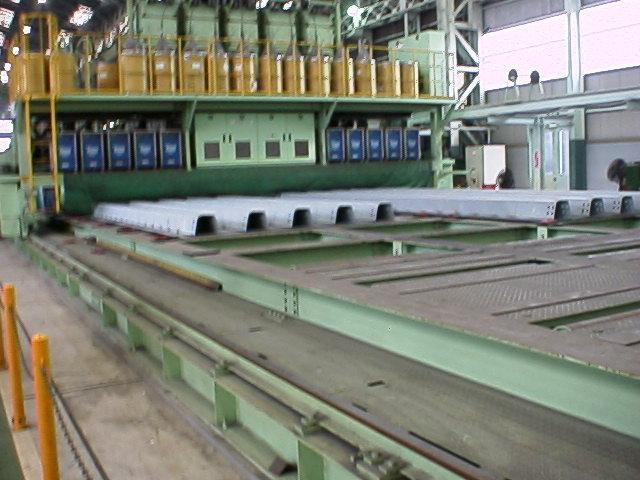
Dalle orthotrope en cours de fabrication.

Un pont à dalle orthotrope ou pont à tablier orthotrope est un pont dont le tablier comporte des plaques portantes en acier raidies, soit longitudinalement, soit transversalement, voire dans les deux directions. Cette structure permet au tablier de reprendre directement les charges de trafic, tout en participant à la capacité portante et à la résistance globale du pont. La dalle orthotrope peut être autoportante, posée sur une grille de traverses et longerons, ou sur un treillis d'entretoises et de raidisseurs.
On trouve une disposition similaire dans les ponts mixtes, la dalle étant alors en béton armé, mais la dalle orthotrope est comparativement beaucoup plus légère, et autorise pour cette raison des portées bien supérieures, ou un rendement capacité portante/poids meilleur.

## Dénomination
Plusieurs grands ponts à câbles (ponts à haubans et suspendus) n'auraient pu voir le jour sans la dalle orthotrope. Le terme « orthotrope » vient de ce que, pour calculer les sections des différentes poutres assurant la rigidité de la dalle, on modélise ordinairement cette structure anisotrope comme une grille de poutres orthogonales, les « longrines » et les « traversines », ce qui ramène le dimensionnement à des calculs de résistance des matériaux classiques.

## Comportement
Les tôles raidies, appelés « augets », jouent plusieurs rôles à la fois : elles améliorent la résistance de la dalle à la flexion en reprenant le poinçonnement des charges localisées qui sont redistribuées dans les raidisseurs principaux ; elles augmentent aussi la section résistante d’acier dans l’épaisseur de la dalle, ce qui accroît naturellement la capacité portante en flexion du tablier (c’est-à-dire que la dalle du tablier se comporte comme le hourdis supérieur d'un raidisseur en caisson ou d'une poutre en I). Au total, les raidisseurs augmentent la résistance de la dalle au flambage.

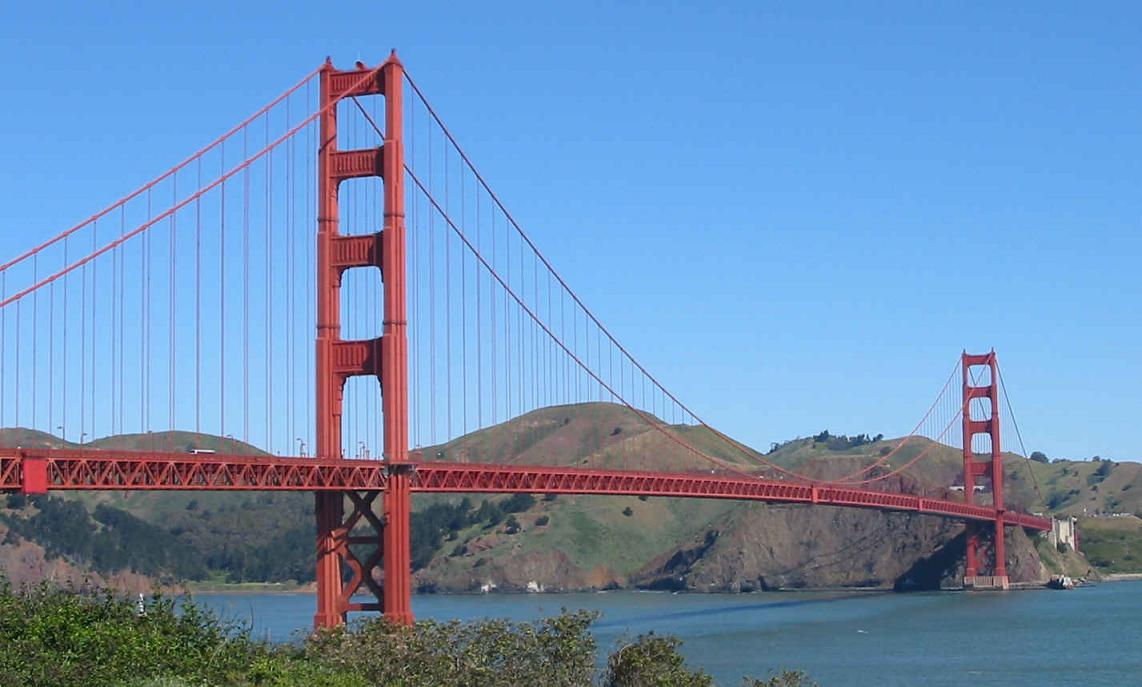
Le Golden Gate Bridge comporte depuis 1985 une dalle orthotrope.

Il existe des milliers de ponts à dalle orthotrope à travers le monde. Mais malgré les économies et le rendement de ce dispositif, les États-Unis ne disposaient que de 60 ponts de ce type jusqu’en 2005. La plupart se trouvent d’ailleurs en Californie, comme le pont San Mateo-Hayward (1967), qui fut outre-Atlantique l'un des grands prototypes de cette famille d'ouvrages d'art.
Cela dit, les ponts à dalle orthotrope sont courants dans les ponts ferroviaires, car leur tablier mince épargne des épaississements rapides de section et réduit les coûts de construction. Cette structure se retrouve aussi fréquemment dans les ponts basculants et la plupart des ponts mobiles puisqu'un tablier allégé simplifie la conception des mécanismes et diminue ipso facto les coûts de maintenance et de réparation.
La relative défiance vis-à-vis du tablier à dalle orthotrope tient véritablement à son coût de fabrication, lié au temps de soudure. C’est aussi pour cette dernière raison que la dalle doit être préfabriquée plutôt que montée en place, un trait qui la rend moins adaptable que les tabliers en béton armé, coffrés in situ. Il faut ajouter que les premières générations de dalles orthotropes ont été sujets à la fatigue et au  délaminage des surfaces d'appui, lesquelles étaient, comme le tablier dans son ensemble, de section réduite (pour diminuer le poids).
On peut substituer une dalle orthotrope à un pont dont le tablier était à l’origine une dalle en béton armé, voire une simple dalle de répartition : ainsi, le Golden Gate Bridge à San Francisco, construit en 1937, comportait à l’origine un  tablier en béton armé, mais la salinité des embruns avait fini par atteindre l'intégrité des ferraillages, provoquant leur corrosion et l'éclatement consécutif du béton par gonflement. En 1985, ce pont a été réparé avec des panneaux d'acier. Non seulement le pont a été réhabilité à son niveau de service d’origine, mais il a été allégé, le tablier pesant 11 160 tonnes de moins.